# Uzgen
Uzgen (en kirghize : Өзгөн ; en russe : Узген) est une ville kirghize, située près de la frontière avec l'Ouzbékistan. C'est le chef-lieu administratif du raïon du même nom qui dépend de la province d'Och. Sa population était de 49 400 habitants selon le recensement de 2009. Elle a la particularité d'abriter une population majoritairement d'ethnie ouzbèke.

## Géographie
La ville est à 54 km d'Och sur la rive droite du Kara-Daria (bassin du Syr-Daria), au sud du pays. Elle se trouve à la pointe orientale de la vallée de Ferghana. C'est une petite ville de marchés et de commerces qui vit surtout de transformation de produits agricoles locaux. Elle est située à une altitude de 1 025 mètres.

## Histoire
C'est l'une des villes les plus anciennes du pays puisqu'elle a été fondée, d'après les chroniques chinoises, il y a plus de deux mille ans au IIe siècle av. J.-C. comme village de marché et point d'approvisionnement de la route de la vallée de Ferghana jusqu'à Kachgar.
À la fin du Xe siècle elle devient (sous le nom de Mavarannahr) la capitale régionale du khanat des turcs karakhanides, contrôlant toute la vallée de Ferghana. Les Kara-Khitans s'emparent de la ville au XIIe siècle. Puis celle-ci est détruite par Gengis Khan au XIIIe siècle.
De l'époque karakhanide subsistent les restes d'une médersa, d'une mosquée, d'un minaret de 20 mètres de hauteur (44 mètres à sa construction) et les mausolées de trois membres de la dynastie : Nasr ibn Ali (XIe siècle), premier khan karakhanide, Hassan ibn Hussein ibn Ali (milieu du XIIe siècle) et un second personnage (fin du XIIe siècle). Des briques nues décorent l'extérieur du minaret et des mausolées, caractéristique de l'art décoratif de l'époque pré-mongole. On trouve également les restes d'une forteresse du XIIe siècle, ainsi qu'une mosquée du XIXe siècle.
La ville s'appelait Ouzgent du temps de l'Empire russe. Son statut de ville lui a été conféré en 1927. La ville a été le théâtre de conflits entre Ouzbeks et Kirghizes lorsque la ville d'Och a connu des affrontements entre ces deux ethnies en 1990.
Les zones touristiques de Kara-Choro et de Salim Alik se trouvent à proximité de la ville dans les montagnes. Les touristes profitent des eaux curatives de Kara-Choro.

## Population
D'après le recensement de 2009, la ville englobe selon leur ethnicité une grande majorité d'Ouzbeks (90,9 %) et des minorités de Kirghizes (6 %), de Russes (0,9 %), de Tadjiks (0,5 %) et de Tatars (0,4 %).
Le cosmonaute Salijan Charipov y est né en 1964.

## Galerie

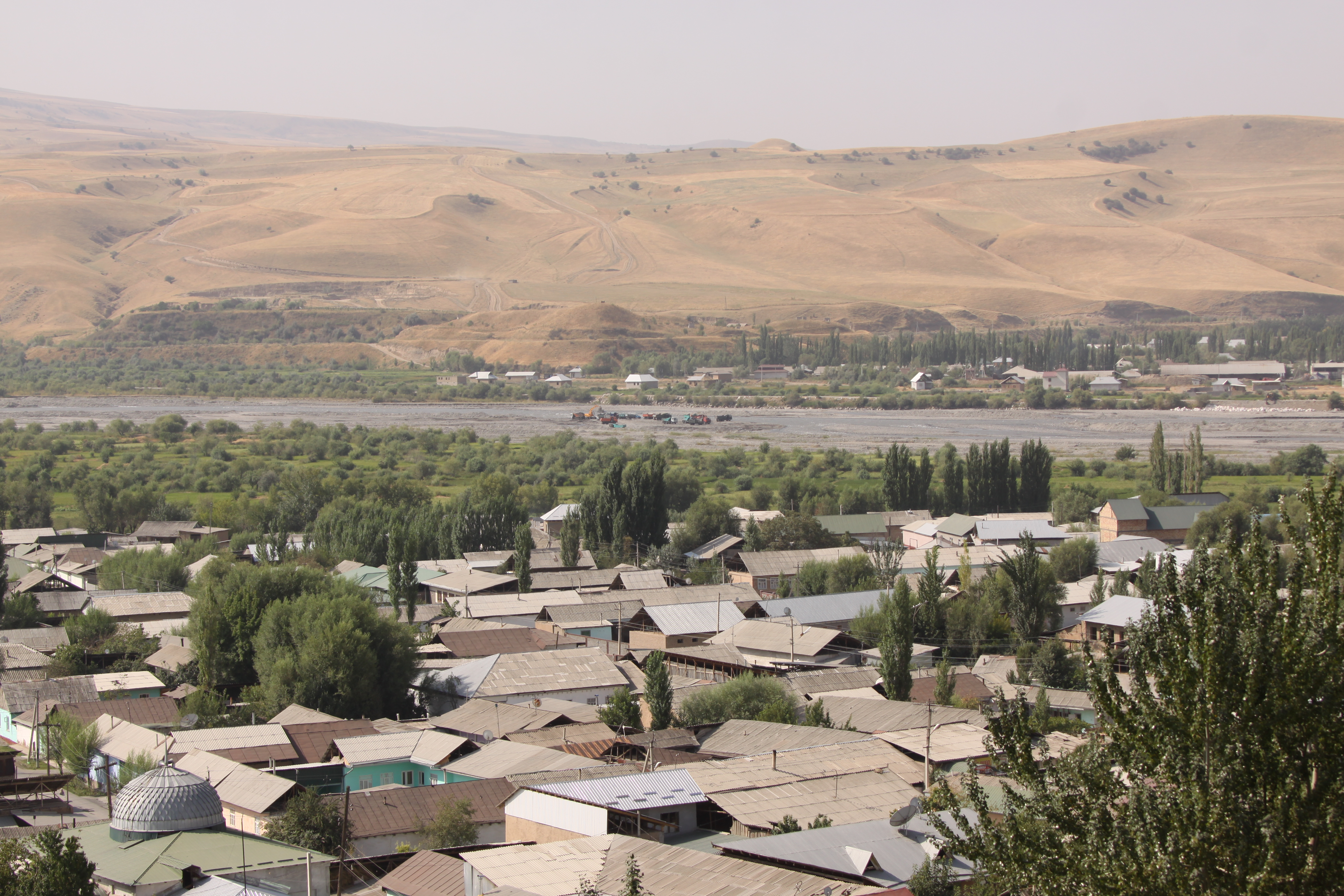
Vue du minaret, avec la rivière Kara-Daria.
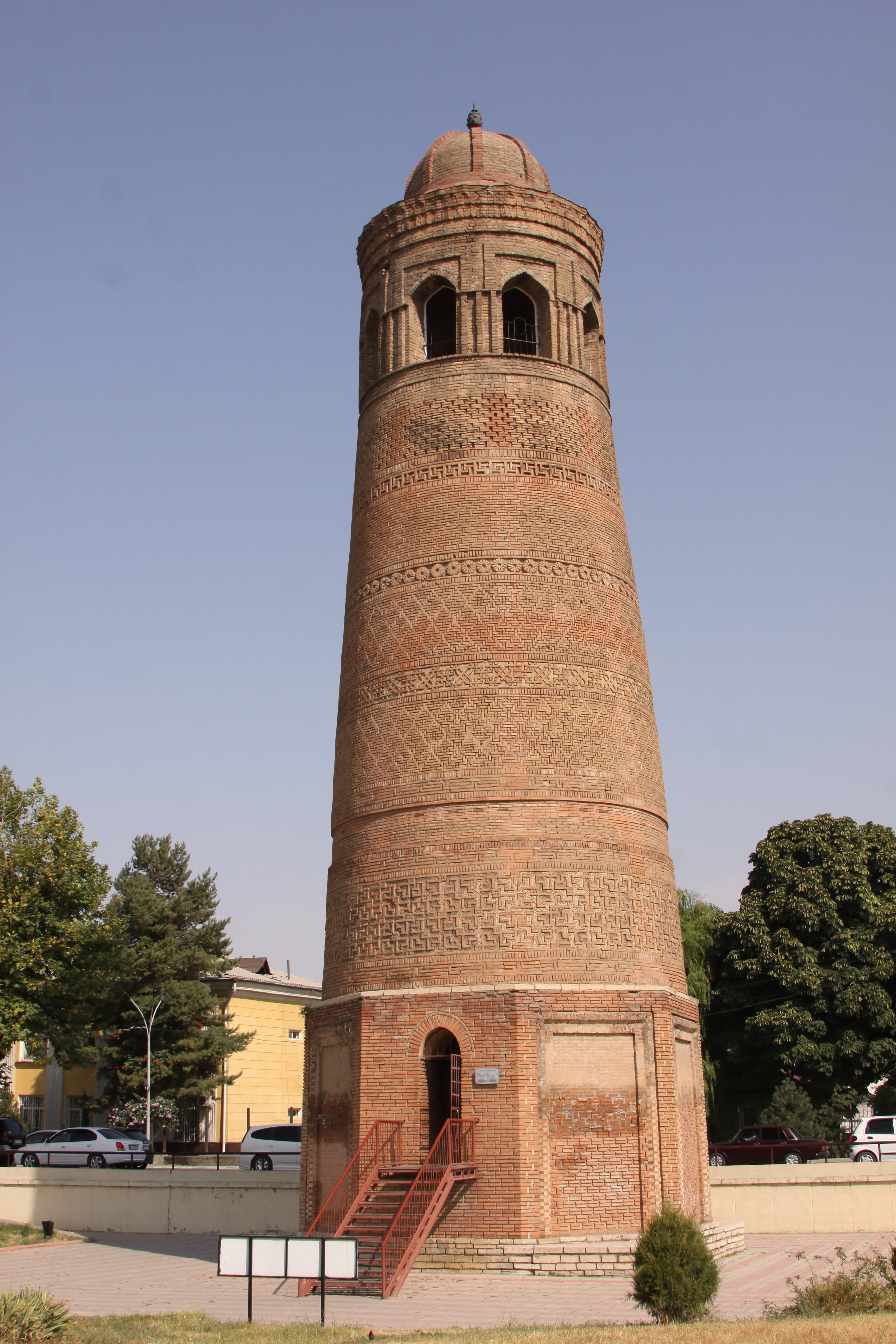
Ancien minaret.
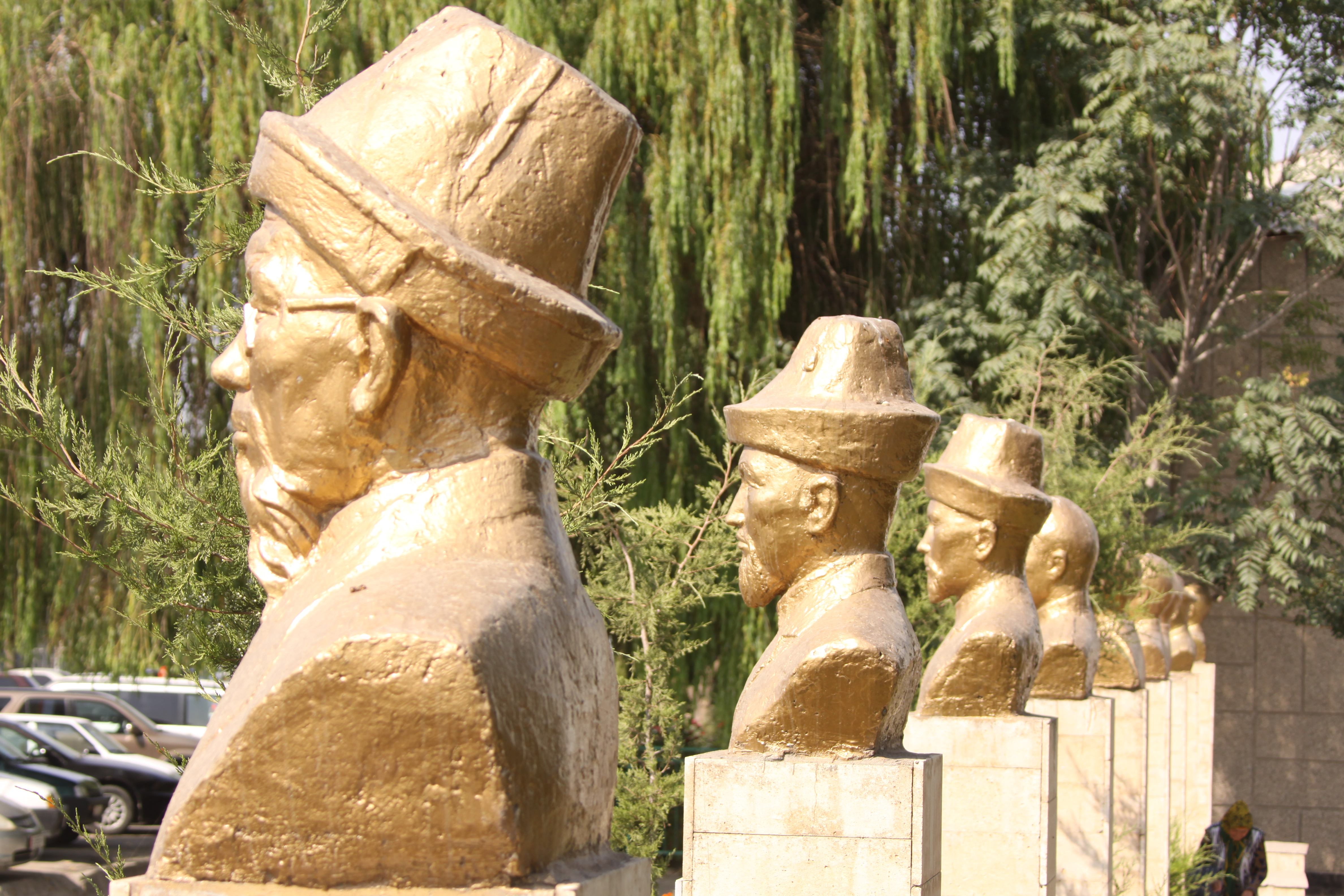
Bustes de héros soviétiques.
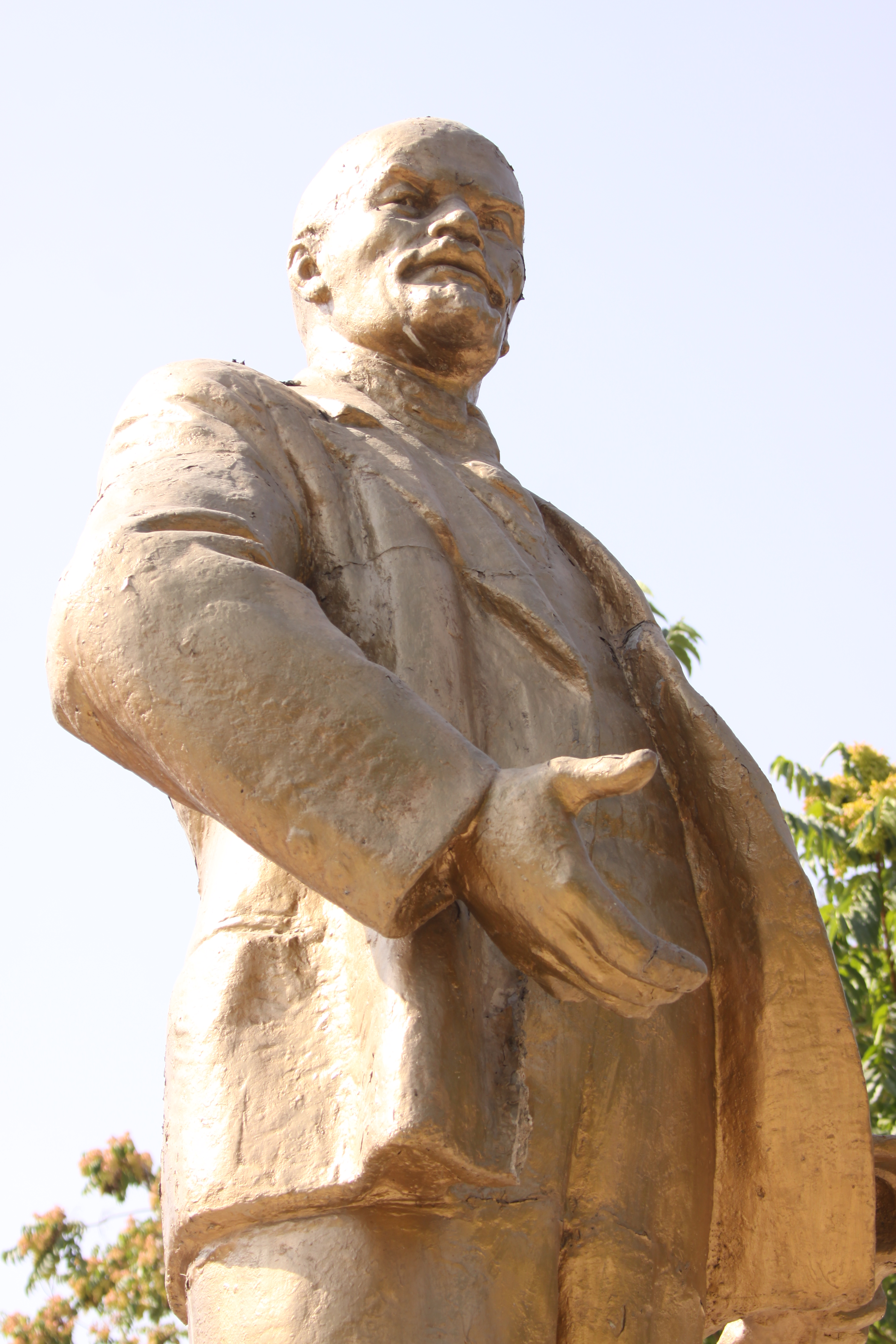
Statue de Lénine.
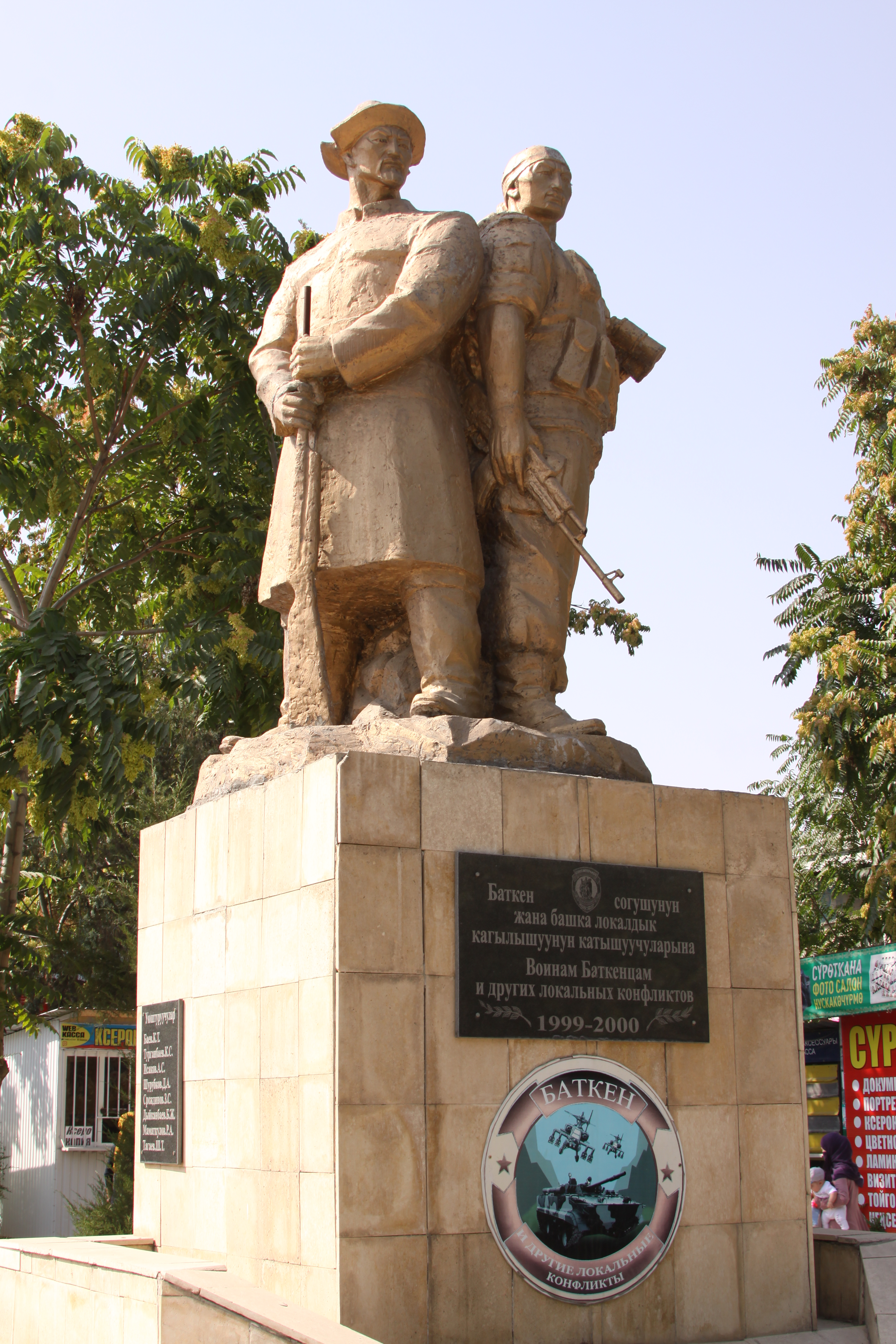
Monument aux morts de la seconde guerre mondiale.